# 佘靖
佘靖（1946年12月—），女，汉族，河北获鹿人，中华人民共和国政治人物，中华人民共和国卫生部原副部长、党组成员、国家中医药管理局原局长，第十一届全国政协委员。

## 生平
1965年加入中国共产党。2008年，当选第十一届全国政协委员，代表医药卫生界，分入第四十五组。并担任教科文卫体委员会专委。